# Шлюз до даних запису (шаблон проєктування)
Шлюз до даних запису (англ. Row Data Gateway) — шаблон проєктування, який пропонує створити прошарок між доменним об'єктом та сховищем збереження даних.

## Опис
Якщо  доменний об'єкт містить бізнес-логіку, то додавання до нього взаємодії із базою даних, може ускладнити роботу із цим об'єктом.
Необхідно додати клас, який реалізовуватиме взаємодію зі сховищем. Якщо  доменному об'єкту при реалізації бізнес-логіку необхідні дані із сховища, він може використати шлюз до даних сховища.

## Реалізація
```
// шлюз до даних запису

class
 
PersonGateway

{

        
public
 
void
 
getNumberOfDependent
(
int
 
id
)

        
{

           
// завантажуємо зі сховища

            
.
 
.
 
.

        
}

}

// доменний об'єкт

public
 
class
 
Person

{

        
public
 
PersonGateway
 
_personGateway
;

        
public
 
int
 
Id
 
{
 
get
;
 
set
;
 
}

        
public
 
string
 
Name
 
{
 
get
;
 
set
;
 
}

        
public
 
Person
(
PersonGateway
 
personGateway
)

        
{

           
_personGateway
 
=
 
personGateway
;

        
}

        
public
 
void
 
getNumberOfDependent
()

        
{

           
// не змішуємо бізнес-логіку із доступом до сховища

           
return
 
_personGateway
.
getNumberOfDependent
(
this
.
Id
);

        
}

}

```